# Seznam beloruskih atletov
Seznam beloruskih atletov.

## A
- Ravilja Agletdinova
- Igor Astapkovič

## B
- Jelena Belevska
- Svetlana Buraga

## C
- Valentina Cibulska
- Kristina Cimanovska/T(s)imanovska?

## D
- Vadim Devjatovskij
- Oksana Dragun
- Vladimir Dubrovščik
- Natalija Duhnova

## H
- Eduard Hämäläinen

## I
- Marija Itkina

## J
- Irina Jatčenko
- Jelizaveta Jermolajeva

## K
- Vasilij Kaptjuh
- Olga Kardopolceva
- Janina Karolčik-Pravalinska

## L
- Tatjana Ledovska

## M
- Andrej Mihnevič
- Natalija Mihnevič
- Jevgenij Misjulja
- Natalija Misjulja
- Gennadij Moroz

## N
- Julija Nescjarenka
- Julija Nesterenko
- Alena Neumjaržicka

## O
- Nadežda Ostapčuk

## R
- Larisa Ramazanova

## S
- Natalija Safronnikova
- Natalija Sazanovič
- Raisa Smehnova
- Natalija Sologub/Salagub

## Š
- Vitalij Ščerbo
- Natalija Šikolenko
- Tatjana Šikolenko

## T
- Alina Talaj
- Ivan Tihon
- Tamara Tiškevič
- Alesja Turava
- Rita Turava

## Z
- Jelina Zverjova